# Pinsot
Pinsot ist eine Ortschaft und eine Commune déléguée in der französischen Gemeinde Le Haut-Bréda mit 201 Einwohnern (Stand: 1. Januar 2022) im Département Isère in der Region Auvergne-Rhône-Alpes. Die Einwohner werden Pinsotins genannt.
Die Gemeinde Pinsot wurde am 1. Januar 2019 mit La Ferrière zur Commune nouvelle Le Haut-Bréda zusammengeschlossen. Sie gehörte zum Arrondissement Grenoble und zum Kanton Haut-Grésivaudan.

## Geografie
Pinsot liegt im Grésivaudan am Oberlauf des Flusses Bréda. Umgeben wurde die Gemeinde Pinsot von den Nachbargemeinden Allevard im Norden und Nordosten, Saint-Alban-des-Villards im Osten, Saint-Colomban-des-Villards im Südosten, La Ferrière im Süden sowie Crêts en Belledonne im Westen.

## Bevölkerungsentwicklung
| Jahr                       | 1962 | 1968 | 1975 | 1982 | 1990 | 1999 | 2006 | 2013 |
| Einwohner                  | 163  | 147  | 129  | 140  | 145  | 139  | 180  | 196  |
| Quellen: Cassini und INSEE |      |      |      |      |      |      |      |      |

## Sehenswürdigkeiten
- Kirche Saint-Maurice aus dem 19. Jahrhundert
- Museum Schmieden und Mühlen (Forges et Moulins)
- Wanderpfad Eisenroute (Le Sentier du Fer de Pinsot)